# 萬速成
萬速成，男性，漢族，中國共產黨黨員，曾任共青团宣传部副部长，组织部副部长。2013年4月始任共青团第十七届中央委员会常委及组织部部长。2017年11月，任中央人民政府駐澳門特別行政區聯絡辦公室宣傳文化部部長。